# A Theft in the Dark
A Theft in the Dark è un cortometraggio muto del 1915 diretto da Charles Brabin.
Quarto episodio della serie Edison Young Lord Stranleigh.

## Produzione
Il film fu prodotto dalla Edison Company.

## Distribuzione
Distribuito dalla General Film Company, il film - un cortometraggio in tre bobine - uscì nelle sale cinematografiche statunitensi il 26 marzo 1915.